# Aeroportul Municipal Willoughby Lost Nation
Aeroportul Municipal Willoughby Lost Nation (IATA: LNN, ICAO: KLNN, FAA LID: LNN) este un aeroport din Ohio, Statele Unite ale Americii ce deservește zona Willoughby⁠(d). Aeroportul a fost tranzitat în 2019 de 18 pasageri. A fost numit după zona deservită.
Situat la o altitudine de 191 m, aeroportul dispune de 2 piste.

## Infrastructură

### Piste
Aeroportul dispune de 2 piste. Pista 05/23 are suprafața de asfalt și dimensiunile 5.028 picioare × 100 picioare. Pista 10/28 are suprafața de asfalt și dimensiunile 4.272 picioare × 100 picioare. 